# Врела крв
Врела крв (шп. Fuego en la sangre) мексичка је теленовела, продукцијске куће Телевиса, снимана 2008.
У Србији је приказивана током 2008. и 2009. на телевизији Пинк.

## Синопсис
Врела крв је прича о тројици браће, Хуану, Оскару и Франку Рејесу, који се на гробу своје сестре Либије, заклињу на освету њене смрти. Либија је умрла под мистериозним околностима, након што ју је завео старији Бернардо Елизондо. Како би испунили своје обећање, одлазе на имање Елизондових да спроведу своју освету, где се очекују радници који треба да саграде кућу. Планирају да се праве да су радници како би истражили ко је крив за Либијину смрт.
Почињу да граде кућу (уместо правих радника) и ускоро упознају три кћерке Бернарда Елизонда; Софију, Сариту и Химену, као и конзервативну Габријелу Асеведо, Бернардову жену. Долази и до промене у њиховом осветничким походу: уместо да науде физички Елизондовима, браћа ће завести три сестре и оставити ће их да живе у сопственој мизерији због Либијине патње. Хуан ће завести Софију, Оскар Химену, а Франко Сариту.
Али судбина ће се поиграти са њима и браћа ће показати другу страну Елизондовим кћеркама. Хуан ће у Софији пронаћи осећајну жену, која не може да ужива у животу због трауме коју је доживела пре неколико година. Софија је била силована и присиљена на брак са Фернандом Ескандоном, како би поштедела породицу срамоте. Хуан и Софија заљубиће ће се једно у друго, али Фернандо неће мирно прећи преко њихове љубави.
Оскар ће у Химени пронаћи своју другу половину, елоквентну девојку, која има жељу за животом. Франко и Сарита наићи ће на препреке, с обзиром да Франко осећа страст према барској певачици Росарио Монтес, са којом је у чудној вези већ неколико година. Франко ће морати да одлучи између две љубави. Оно што не зна јесте да Росарио ради за Фернанда због мистериозног догађаја из прошлости.
Ева, слушкиња породице Елизондо, бивша Бернардова љубавница, чува тајну. Агустин, Габријелин отац, проводи дане у инвалидским колицима и кује завере против своје ћерке (које скоро увек заврше смешном ситуацијом), док свештеник Тадео скрива страшне тајне које би могле да разоре читаво место…

## Улоге
| Глумац                   | Улога                                 |
| ------------------------ | ------------------------------------- |
| Адела Норијега           | Софија Елизондо Асеведо де Рејес      |
| Едуардо Јањез            | Хуан Рејес                            |
| Дијана Брачо             | Габријела Асеведо                     |
| Гиљермо Гарсија Канту    | Фернандо Ескандон                     |
| Хорхе Салинас            | Оскар Рејес                           |
| Елизабет Алварес         | Химена Елизондо де Рејес              |
| Нора Салинас             | Сара Сарита Елизондо Асеведо де Рејес |
| Пабло Монтеро            | Франко Рејес                          |
| Марија Сорте             | Ева Родригез                          |
| Рене Касадос             | Отац Тадео                            |
| Нинел Конде              | Росарио Монтес                        |
| Хоакин Кордеро           | Агустин Асеведо                       |
| Шерлин                   | Либија Роблес-Рејес                   |
| Аурора Клавел            | Офелија                               |
| Серхио Акоста            | Армандо Наваро                        |
| Ребека Мартинес          | Марија Каридад                        |
| Нора Веласкез            | Марија Есперанса                      |
| Родриго Мехија           | Бенито Урибе                          |
| Алехандро Арагон         | Октавио Урибе                         |
| Хулиса                   | Ракел Урибе                           |
| Висенте Фернандез Јуниор | Висенте                               |
| Роберто Вандер           | Хилберто                              |
| Софија Вергара           | Леонора Кастањеда                     |
| Серхио Реиноса           | Алехандро                             |
| Луис Фернандо Пења       | Ригоберто Риго                        |
| Радамес де Хесус         | Еладио                                |
| Исаура Еспиноса          | Ортенсија                             |
| Кристијан де ла Фуенте   | Дамијан Ферер                         |
| Силвија Пинал            | Санта                                 |
| Сусана Сабалета          | Рут                                   |
| Илберто де Анда          | Рикардо                               |
| Адалберто Пара           | Врачар                                |
| Антонио Медељин          | Фабио                                 |
| Рената Флорес            | Петра                                 |
| Хуан Карлос Флорес       | Тобијас                               |
| Хуан Карлос Бенет        | Бруно                                 |
| Габријела Рамирес        | Еухенија                              |
| Давид Ренкорет           | Гомез                                 |
| Патрисија Рејес Спиндола | Кинтина                               |
| Едуардо Капетиљо         | Педро                                 |
| Карлос Брачо             | Бернардо                              |
| Нијурка Маркос           | Маракуја                              |
| Ернесто Лагуардија       | Хуан Хосе                             |
| Лурдес Мунхија           | Марија Либија                         |
| Мануел Ландета           | Анселмо                               |
| Тони Вела                | Рикардо Којот                         |
| Алма Муријел             | Соледад                               |
| Серхио Мејер             | Роман                                 |
| Виктор Луис Суњига       | Хуансито                              |